# هویی سانگ لی
هویی سانگ لی (انگلیسی: Hoi Sang Lee؛ ‏۱۵ آوریل ۱۹۴۱ – ۹ سپتامبر ۲۰۲۴) بازیگر و رزمی‌کار اهل هنگ کنگ بود.
از فیلم‌ها یا مجموعه‌های تلویزیونی که وی در آن‌ها نقش داشته‌است، می‌توان به استاد جوان و بازی مرگ ۲ اشاره نمود.